# Lista klubów futbolu australijskiego w Europie
Lista klubów futbolu australijskiego w Europie.

## Lista
| Klub                                   | Miasto              | Kraj              |
| -------------------------------------- | ------------------- | ----------------- |
| Andorra Crows                          | Andorra la Vella    | Andora            |
| Styrian DownUnderDogs                  | Graz                | Austria           |
| Vienna Galahs                          | Wiedeń              | Austria           |
| Brussels AFC                           | Bruksela            | Belgia            |
| Burgas Hawks                           | Burgas              | Bułgaria          |
| Sofia Magpies                          | Sofia               | Bułgaria          |
| Varna Demons                           | Warna               | Bułgaria          |
| Ploče Eagles                           | Ploče               | Chorwacja         |
| Sesvete Double Blues                   | Zagrzeb             | Chorwacja         |
| Sesvete Redlegs                        | Zagrzeb             | Chorwacja         |
| Slavonski Brod Tigers                  | Slavonski Brod      | Chorwacja         |
| Velika Gorica Bombers                  | Velika Gorica       | Chorwacja         |
| Zagreb Cvjento Dockers                 | Zagrzeb             | Chorwacja         |
| Zagreb Hawks                           | Zagrzeb             | Chorwacja         |
| Zagreb Panthers                        | Zagrzeb             | Chorwacja         |
| Zaprude Giants                         | Zagrzeb             | Chorwacja         |
| Zkan Velika Gorica Mambas              | Velika Gorica       | Chorwacja         |
| Prague Cats                            | Praga               | Czechy            |
| Prague Dragons                         | Praga               | Czechy            |
| Vinohrady Hawks                        | Praga               | Czechy            |
| Aalborg Kangaroos                      | Aalborg             | Dania             |
| Århus Bombers                          | Aarhus              | Dania             |
| Copenhagen Barracudas                  | Kopenhaga           | Dania             |
| Copenhagen Giants                      | Kopenhaga           | Dania             |
| Farum Cats                             | Farum               | Dania             |
| Odense Lions                           | Odense              | Dania             |
| Birmingham Bears                       | Birmingham          | Anglia            |
| Bournemouth Demons                     | Bournemouth         | Anglia            |
| Bristol Dockers                        | Bristol             | Anglia            |
| Cambridge University Football Club     | Cambridge           | Anglia            |
| Chippenham Redbacks                    | Chippenham          | Anglia            |
| Clapham Cubs                           | Londyn              | Anglia            |
| Huddersfield Rams                      | Huddersfield        | Anglia            |
| Leeds Minotaurs                        | Leeds               | Anglia            |
| Lincolnshire Vikings                   | Lincolnshire        | Anglia            |
| London Swans                           | Londyn              | Anglia            |
| Manchester Mosquitoes                  | Manchester          | Anglia            |
| Merseyside Saints                      | Merseyside          | Anglia            |
| North London Lions                     | Londyn              | Anglia            |
| Nottingham Scorpions                   | Nottingham          | Anglia            |
| Oxford University Football Club        | Oksford             | Anglia            |
| Portsmouth Pirates                     | Portsmouth          | Anglia            |
| Putney Magpies                         | Londyn              | Anglia            |
| Reading Kangaroos                      | Reading             | Anglia            |
| Sheffield Thunder                      | Sheffield           | Anglia            |
| South East London Giants               | Londyn              | Anglia            |
| Southampton Titans                     | Southampton         | Anglia            |
| Surrey Stags                           | Surrey              | Anglia            |
| Sussex Swans                           | Sussex              | Anglia            |
| Tyne Tees Tigers                       | Newcastle upon Tyne | Anglia            |
| University of Birmingham Football Club | Birmingham          | Anglia            |
| Wandsworth Demons                      | Londyn              | Anglia            |
| West London Wildcats                   | Londyn              | Anglia            |
| Wimbledon Hawks                        | Londyn              | Anglia            |
| Wolverhampton Wolverines               | Wolverhampton       | Anglia            |
| Helsinki Heatseekers                   | Helsinki            | Finlandia         |
| Helsinki Swans                         | Helsinki            | Finlandia         |
| Salo Juggernauts                       | Salo                | Finlandia         |
| Tampere Bobcats                        | Tampere             | Finlandia         |
| Turku Dockers                          | Turku               | Finlandia         |
| Uusimaa Kangaroos                      | Uusimaa             | Finlandia         |
| Vaasa Wombats                          | Vaasa               | Finlandia         |
| Aix Marseille Dockers                  | Marsylia            | Francja           |
| Antony Blues                           | Antony              | Francja           |
| Bayonne Toreadors                      | Bajonna             | Francja           |
| Blagnac Aviators                       | Blagnac             | Francja           |
| Bordeaux Bombers                       | Bordeaux            | Francja           |
| Cergy-Pontoise Coyotes                 | Pontoise            | Francja           |
| Lille Eagles                           | Lille               | Francja           |
| Lyon AFC                               | Lyon                | Francja           |
| Montpellier Fire Sharks                | Montpellier         | Francja           |
| Paris Cockerels                        | Paryż               | Francja           |
| Perpignan Tigers                       | Perpignan           | Francja           |
| Strasbourg Kangaroos                   | Strasburg           | Francja           |
| Toulouse Hawks                         | Tuluza              | Francja           |
| Berlin Crocodiles                      | Berlin              | Niemcy            |
| Dresden Wolves                         | Drezno              | Niemcy            |
| Frankfurt Redbacks                     | Frankfurt nad Menem | Niemcy            |
| Hamburg Dockers                        | Hamburg             | Niemcy            |
| Heidelberg Knights                     | Heidelberg          | Niemcy            |
| Kiel Koalas                            | Kilonia             | Niemcy            |
| Leipzig Quokkas                        | Lipsk               | Niemcy            |
| Munich Kangaroos                       | Monachium           | Niemcy            |
| Rheinland Lions                        | Kolonia             | Niemcy            |
| Zuffenhausen Giants                    | Stuttgart           | Niemcy            |
| Budapest Bats                          | Budapeszt           | Węgry             |
| Gammar Hawks                           | Reykjavík           | Islandia          |
| Gridungar Bulls                        | Reykjavík           | Islandia          |
| Cork Vikings                           | Cork                | Irlandia          |
| Galway Magpies                         | Galway              | Irlandia          |
| Kerry Suns                             | Killarney           | Irlandia          |
| Leeside Lions                          | Cork                | Irlandia          |
| Munster Crows                          | Munster             | Irlandia          |
| South Dublin Swans                     | Dublin              | Irlandia          |
| West Dublin Garrisons                  | Dublin              | Irlandia          |
| Belfast Redbacks                       | Belfast             | Irlandia Północna |
| Ulster Kookaburras                     | Belfast             | Irlandia Północna |
| Tel Aviv Cheetahs                      | Tel Awiw            | Izrael            |
| Genova Dockers                         | Genua               | Włochy            |
| North West Eagles                      | Mediolan            | Włochy            |
| Roma Blues                             | Rzym                | Włochy            |
| Vilnius Iron Wolves                    | Wilno               | Litwa             |
| Amsterdam Devils                       | Amsterdam           | Holandia          |
| Delft Blues                            | Delft               | Holandia          |
| Waterland Eagles                       | Purmerend           | Holandia          |
| Ås Battlers                            | Ås                  | Norwegia          |
| Oslo Crows                             | Oslo                | Norwegia          |
| Fort Nysa AFC                          | Nysa                | Polska            |
| Kraków AFC                             | Kraków              | Polska            |
| Kujawsko-Pomorskie Wildcats            | Bydgoszcz           | Polska            |
| Lublin Hornets                         | Lublin              | Polska            |
| Poznań AFC                             | Poznań              | Polska            |
| Silesia Miners AFC                     | Katowice            | Polska            |
| Warsaw Bisons                          | Warszawa            | Polska            |
| Warsaw Boars                           | Warszawa            | Polska            |
| Wrocław Lions                          | Wrocław             | Polska            |
| Lisbon Dockers                         | Lizbona             | Portugalia        |
| Moscow Bears                           | Moskwa              | Rosja             |
| St. Petersburg Cats                    | Sankt Petersburg    | Rosja             |
| Edinburgh Bloods                       | Edynburg            | Szkocja           |
| Falkirk Silverbacks                    | Falkirk             | Szkocja           |
| Glasgow Sharks                         | Glasgow             | Szkocja           |
| Greater Glasgow Giants                 | Glasgow             | Szkocja           |
| Kingdom Kangaroos                      | Fife                | Szkocja           |
| West Lothian Eagles                    | West Lothian        | Szkocja           |
| Madrid Bears                           | Madrid              | Hiszpania         |
| Arsta Swans                            | Sztokholm           | Szwecja           |
| Bromma Vikings                         | Sztokholm           | Szwecja           |
| Eksjo Bulldogs                         | Eksjö               | Szwecja           |
| Falun Diggers                          | Sztokholm           | Szwecja           |
| Gothenburg Berserkers                  | Göteborg            | Szwecja           |
| Helsingborg Saints                     | Helsingborg         | Szwecja           |
| Karlskrona Magpies                     | Karlskrona          | Szwecja           |
| Karlstad Eagles                        | Karlstad            | Szwecja           |
| Norrtalje Dockers                      | Sztokholm           | Szwecja           |
| Port Malmö Maulers                     | Malmö               | Szwecja           |
| Södermalm AFC                          | Sztokholm           | Szwecja           |
| Solna Axemen                           | Solna               | Szwecja           |
| Basel Dragons                          | Bazylea             | Szwajcaria        |
| Geneva Jets                            | Genewa              | Szwajcaria        |
| Northern Lions                         | Północna Szwajcaria | Szwajcaria        |
| Winterthur Lions                       | Winterthur          | Szwajcaria        |
| Zürich Giants                          | Zurych              | Szwajcaria        |
| Bridgend Eagles                        | Bridgend            | Walia             |
| Cardiff Panthers                       | Cardiff             | Walia             |
| Glamorgan Bulldogs                     | Glamorgan           | Walia             |
| Gwent Tigers                           | Gwent               | Walia             |
| Swansea Magpies                        | Swansea             | Walia             |
| Vale Vikings                           | Vale of Glamorgan   | Walia             |